# Ryan Sharp
Ryan Sharp (29 de abril de 1979) é um automobilista britânico nascido na Escócia. Correu uma parte da temporada de 2005 da GP2 Series, e foi campeão em 2003 da Fórmula Renault Alemã.

## GP2 Series Record
| Ano  | Equipe             | No. | Corridas | Poles | Vitórias | Pontos | Posição final |
| 2005 | David Price Racing | 12  | 13       | 0     | 0        | 2      | 23°           |